# Percy Hobart

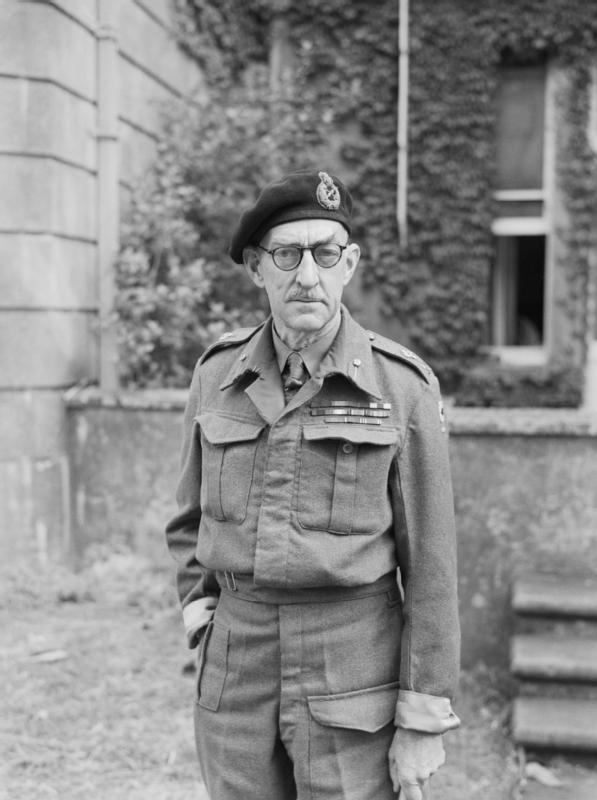
Percy Cleghorn Stanley Hobart (1942)

Sir Percy Cleghorn Stanley Hobart KBE CB DSO MC, genannt Hobo (* 14. Juni 1885 in Naini Tal, Britisch-Indien; † 19. Februar 1957 in Farnham, Surrey, England) war ein britischer Offizier und Kommandeur der 79th Armoured Division. Er wurde vor allem bekannt durch die unter seiner Leitung konstruierten Spezialpanzerfahrzeuge, die nach ihm benannten Hobart’s Funnies, die während der Landung in der Normandie (Operation Neptune) eingesetzt wurden.

## Leben
Percy Hobart war der Sohn von Robert T. Hobart, Verwaltungsbeamter in Britisch-Indien, und Janetta Stanley. Seine Schwester Elizabeth heiratete 1927 Bernard Montgomery. Percy Hobart besuchte die Temple Grove School und das Clifton College und befasste sich mit Geschichte, Malerei, Literatur und Sakralarchitektur. 1904 schloss er die Royal Military Academy in Woolwich ab und trat anschließend in das Royal Corps of Engineers ein. Dort diente er zunächst in seinem Geburtsland Indien und während des Ersten Weltkriegs in Frankreich und Mesopotamien, dem heutigen Irak. In den Jahren 1919 und 1920 nahm er am Feldzug in Wasiristan zur Unterdrückung von Stammesunruhen teil.
1923 ließ Hobart sich zum Royal Tank Regiment, der Panzertruppe, versetzen. Die Schriften von Basil Liddell Hart, einem britischen Militärhistoriker, zur modernen Kriegführung mit Panzerfahrzeugen hatten großen Einfluss auf Hobart. Von 1923 bis 1927 war er Ausbilder am Staff College in Quetta. 1934 wurde er Brigadier der ersten ständigen Panzerbrigade in Großbritannien und Inspekteur des Royal Tank Corps. In dieser Funktion musste er mit der damals noch von konservativen Kavallerieoffizieren dominierten Armeeführung ständig um ausreichende Mittel für seine Einheit kämpfen.
Im November 1928 heiratete Hobart Dorothea Field. Sie hatten eine gemeinsame Tochter.
1937 wurde Hobart zum Generalmajor befördert und übernahm beim Generalstab die Aufsicht über die militärische Ausbildung. 1938 wurde er trotz des Widerstands örtlicher Befehlshaber mit dem Aufbau der ersten Panzereinheit in Ägypten betraut. Aus dieser Einheit entstand später die 7. Britische Panzerdivision, die im Zweiten Weltkrieg als die „Wüstenratten“ (Desert Rats) bekannt wurde.
Nach Kriegsausbruch 1939 versetzte der Oberkommandierende im Nahen Osten, Sir Archibald Wavell, Hobart in den Ruhestand, da das Kriegsministerium Hobarts unkonventionellen Ideen über die Panzerkriegführung ablehnend gegenüberstand. Hobart betätigte sich vorübergehend in der Home Guard.
Aufgrund eines Artikels von Basil Liddell Hart in der Zeitschrift Sunday Pictorial, der die Entscheidung Wavells heftig kritisierte, wurde Winston Churchill auf den Vorgang aufmerksam und reaktivierte Hobart. Er erhielt den Auftrag, die 11th Armoured Division auszubilden, die für den Einsatz in Nordafrika vorgesehen war. Obwohl er diese Aufgabe höchst erfolgreich löste, versuchten seine Gegner abermals, ihn ablösen zu lassen, diesmal aus Gesundheitsgründen, was Churchill jedoch verhinderte. Als die 11. Panzerdivision im September 1942 zum Einsatz nach Tunesien verlegt wurde, wurde Hobart aber abgezogen, da er aufgrund seines Alters und seines Gesundheitszustandes für den Kampfeinsatz nicht geeignet erschien. Stattdessen wurde er mit der Aufstellung und Ausbildung einer neuen Einheit, der 79. Panzerdivision, betraut.
Die Operation Jubilee, der Versuch schottischer und kanadischer Einheiten, den Hafen von Dieppe einzunehmen, misslang Mitte August 1942 auf ganzer Linie. Sie zeigte die Schwäche von Panzer- und Infanterieeinheiten bei Landungsoperationen gegen befestigte Hindernisse, was für die geplante Landung in der Normandie von Bedeutung war.
Im März 1943 stand die 79. Panzerdivision wegen Materialmangels vor der Auflösung, als der britische Generalstabschef, Feldmarschall Sir Alan Brooke, den Gedanken hatte, durch Hobart eine Einheit aus Spezialpanzerfahrzeugen aufstellen und entwickeln zu lassen. Nachdem Hobart sich mit Liddell Hart besprochen hatte, stimmte er der neuen Aufgabe zu.

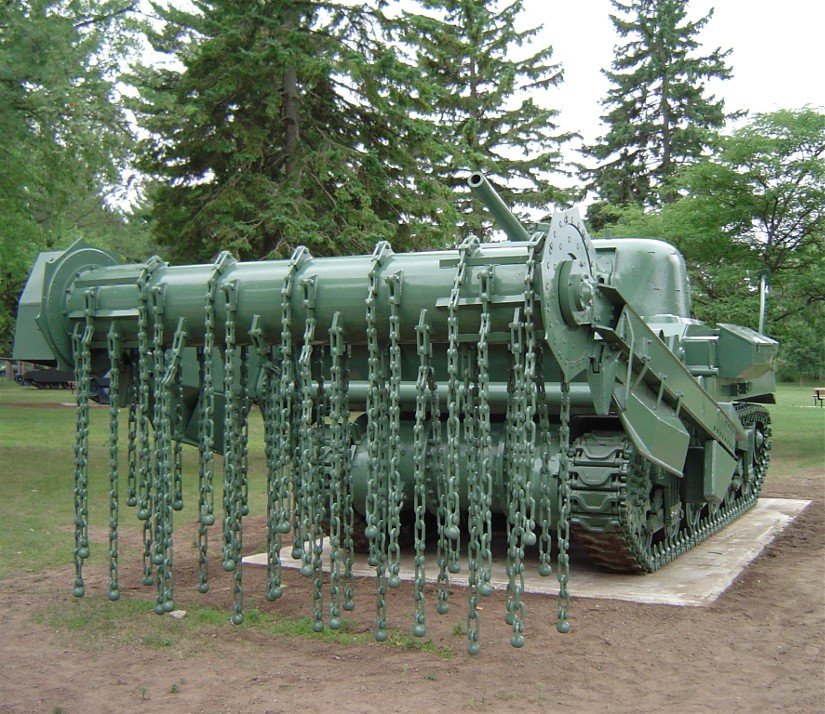
Vorderansicht des berühmten Dreschflegel-Panzers. Einer der Hobart’s Funnies.

Die Einheit wurde in 79. (Experimentelle) Panzerdivision Royal Engineers umbenannt. Das auf jedem Fahrzeug angebrachte Abzeichen der Einheit war ein schwarzer Stierkopf auf gelbem Dreieck. Unter Hobarts Kommando entwickelte die Einheit zahlreiche umgebaute Panzer, die in der Armee unter dem Spitznamen Hobart’s Funnies bekannt wurden. Zu Beginn des Jahres 1944 konnte Hobart Eisenhower und Montgomery eine Brigade von schwimmfähigen DD Tanks, Crab Minenfahrzeugen und AVRE-Panzern sowie ein Regiment von Crocodile Flammenwerfer-Panzern vorführen. Diese Fahrzeuge kamen bei der Landung in der Normandie zum Einsatz und wurden später von Liddell Hart als „entscheidender Faktor am D-Day“ bezeichnet. Montgomery war der Ansicht, dass sie auch den US-amerikanischen Streitkräften zur Verfügung stehen sollten und hatte ihnen die Hälfte der verfügbaren Fahrzeuge angeboten. Doch das Echo darauf fiel nicht besonders begeistert aus. Eisenhower gefielen die Schwimmpanzer, aber er überließ die Entscheidung den anderen Kommandeuren, wie etwa General Bradley, der sie wiederum an seine Offiziere delegierte. Außer den schwimmfähigen Sherman DD-Panzern nutzten die Amerikaner keinen von Hobarts Entwürfen.
Die Fahrzeuge der 79. Panzerdivision agierten nicht als komplette Einheit, sondern wurden anderen Abteilungen zur Unterstützung zugeteilt. Gegen Kriegsende besaß die 79. fast 7.000 Fahrzeuge.
Am 20. August 1945 wurde die 79. Britische Panzerdivision aufgelöst. Hobart ging 1946 in den Ruhestand und verstarb 1957.

## Auszeichnungen
Für seine Leistungen während des Ersten Weltkriegs erhielt Hobart den Distinguished Service Order und das Military Cross. 1943 wurde Hobart zum „Knight Commander of the Order of the British Empire“ ernannt und damit in den Adelsstand erhoben. Vorher war er bereits Companion of the Order of the Bath. Nach dem Zweiten Weltkrieg verliehen ihm die USA die Legion of Merit.